# Histoire militaire de l'Australie pendant la Première Guerre mondiale

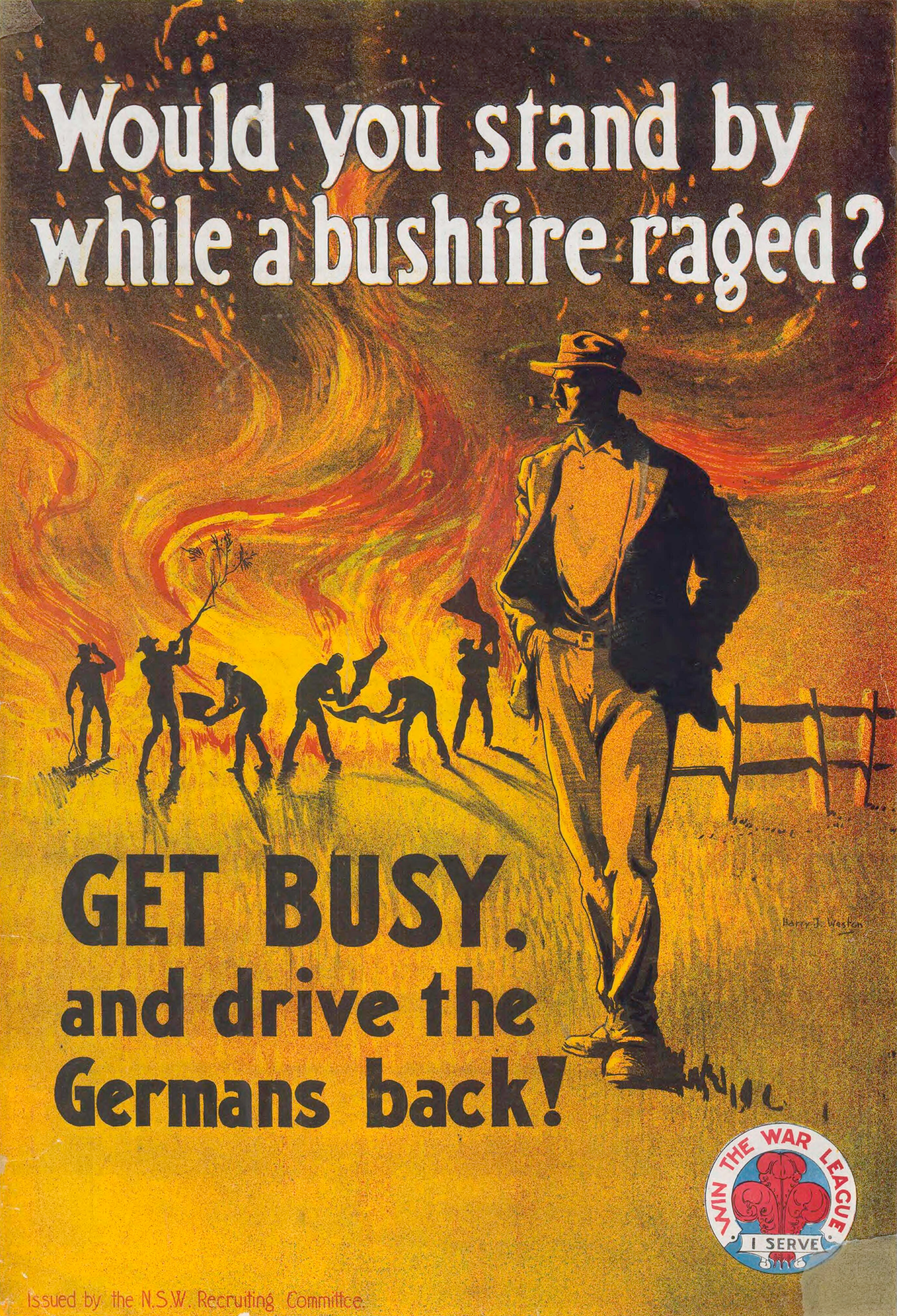
Affiche publicitaire incitant les Australiens de s'engager pendant la Première Guerre mondiale.

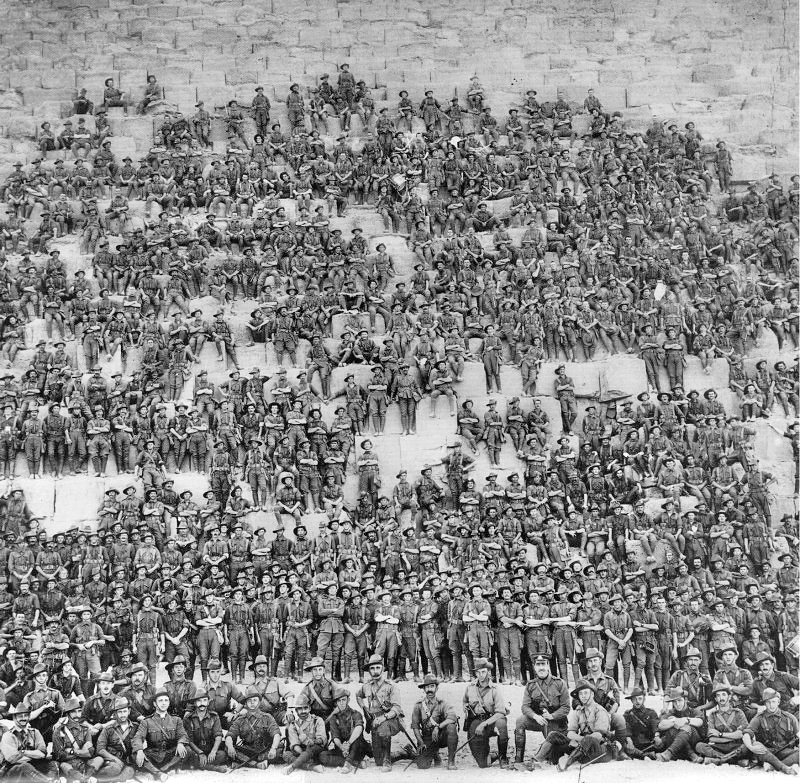
Les soldats du 11e bataillon devant la Grande Pyramide de Gizeh, le 10 janvier 1915

Lorsque la Première Guerre mondiale éclate en 1914, tous les pays du Commonwealth, y compris l'Australie, sont appelés à défendre la Grande-Bretagne. Comme pour la plupart des pays du Commonwealth, l'engagement du pays dans le conflit mondial a changé de nombreux aspects de l'histoire australienne. Les Australiens ont combattu en Nouvelle-Guinée allemande, en Turquie, en Palestine et sur le front occidental. Le débarquement de troupes australiennes à Gallipoli est reconnu comme l'un des moments forts de la création de l'histoire moderne de l'Australie. En outre, la Première Guerre mondiale a beaucoup fait pour mettre en évidence les différents points de vue des Australiens sur la conscription.

## Déclenchement de la guerre

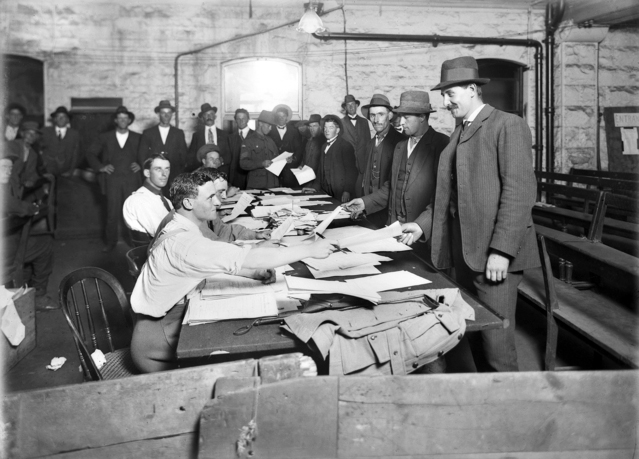
Des hommes au bureau de recrutement de l'hôtel de ville de Melbourne pour s'enrôler pour servir pendant la Première Guerre mondiale.

Quand la Grande-Bretagne déclara la guerre à l'Allemagne le 4 août 1914, l'Australie et les autres membres de l'Empire britannique furent automatiquement impliqués. Le 5 août 1914, le premier ministre Joseph Cook déclara la guerre entre l'Allemagne et l'Australie en disant « Quand l'Empire est en guerre, l'Australie l'est aussi », en anglais : « When the Empire is at War, so also is Australia » . Comme l'Australie était une ancienne colonie fondée par les Britanniques, ce point de vue reçut l'appui de tous les habitants du pays. Les Australiens affluèrent dans les centres de recrutement afin de lutter pour la défense du pays et de l'empire. Quand le premier ministre travailliste Andrew Fisher arriva au pouvoir en septembre 1914, Fisher réitéra la déclaration de Cook en disant : « Si le pire devait se produire, l'Australie devrait rallier la Mère Patrie, pour l'aider et la défendre jusqu'à son dernier homme et son dernier shilling » ("Should the worst happen", Australia would "rally to the Mother Country", "to help and defend her to our last man and our last shilling.").

## La Nouvelle-Guinée allemande

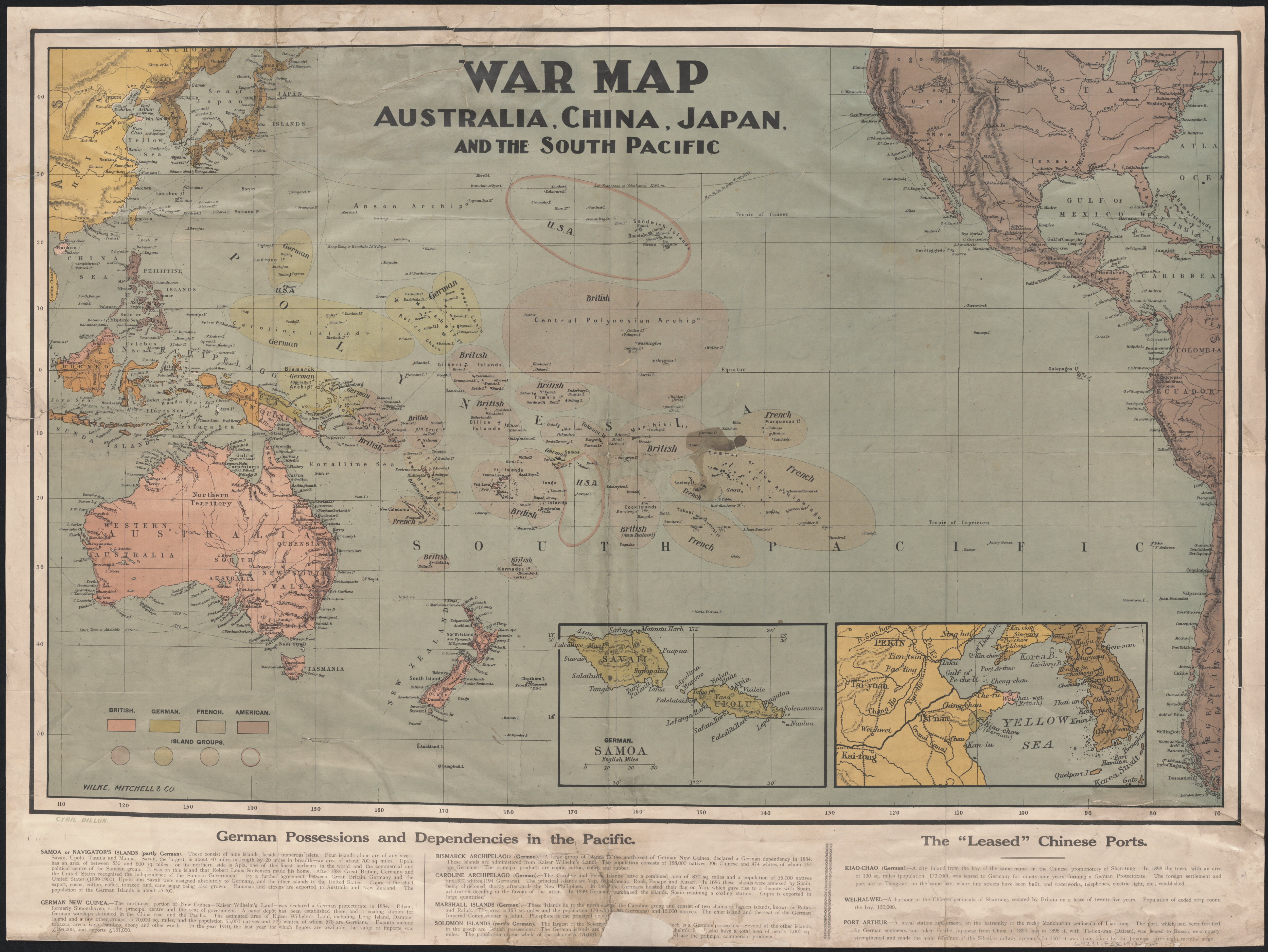
Inquiétude autour des possessions allemandes dans le Pacifique : carte militaire australienne de 1914 montrant les différentes zones d'influence en Océanie.

En 1884, l'Allemagne avait colonisé la partie nord de la Nouvelle-Guinée et plusieurs groupes d'îles à proximité. Les Allemands utilisèrent la colonie comme une base de radio et la Grande-Bretagne demanda que les installations soient détruites parce qu'elles étaient utilisées par l'Escadron allemand de l'Asie de l'Est pour menacer les navires de la marine marchande passant dans la région. Peu de temps après le déclenchement de la guerre et à la suite d'une demande du gouvernement britannique le 6 août 1914, la Force expéditionnaire terrestre et navale australienne (Australian Naval and Military Expeditionary Force ou ANMEF) fut formée. Ses objectifs étaient les stations allemandes de Yap dans les îles Carolines, Nauru et Rabaul, en Nouvelle-Bretagne. L'ANMEF comprenait un bataillon d'infanterie (1 000 hommes) levé à Sydney et 500 réservistes marins et anciens marins qui servaient dans l'infanterie. L'ANMEF, commandée par le colonel William Holmes, réussit à atteindre son objectif de reddition des forces allemandes le 17 septembre 1914. Au cours de cette mission, l'Australie a subi sa première victime militaire : on estime que le marin WGV Williams fut le premier australien mort à la guerre. Les pertes de l'ANMEF furent légères, la plus importante étant la disparition d'un sous-marin australien au cours d'une patrouille au large de Rabaul le 14 septembre. À la suite de la prise de possession de ce territoire allemand, l'ANMEF servit de force d'occupation pour le restant de la durée de la guerre,.

## La première force impériale australienne

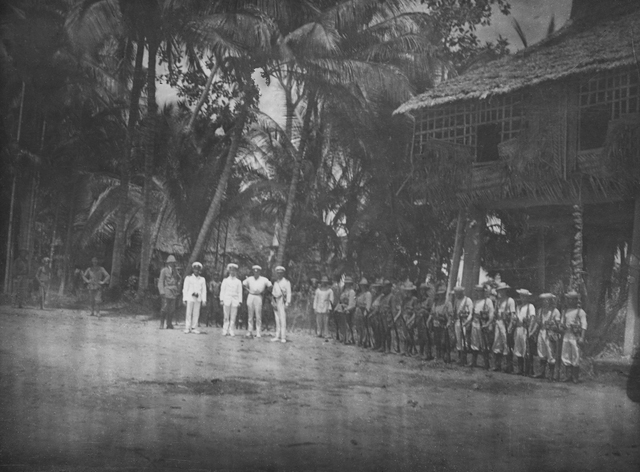
Le lever de drapeau australien le 16 décembre 1914 à Angorum, Nouvelle-Guinée.

La Première Force Impériale australienne, formée peu de temps après le déclenchement de la guerre, fut l'œuvre de William Throsby Bridges et de Cyril Brudenell Bingham White. La force devait regrouper tous les volontaires pour combattre outre-mer. À l'origine, elle était composée de la première Division australienne, soit les 1re, 2e et 3e Brigades . Une brigade de cavalerie légère, la 1re Brigade, fut également formée pour lui être incorporée. À l'origine, les commandants de brigade étaient Henry Maclaurin (1re Brigade), James McCay (2e Brigade) et E. Sinclair MacLagan (3e Brigade). La brigade de cavalerie était commandée par Henry George Chauvel, celle d'artillerie par le colonel Talbot Hobbs et les services de santé par Neville Howse.
Les hommes de la Première Force Impériale Australienne (1re AIF) ont été sélectionnés sur des critères parmi les plus sévères de toutes les armées de la Première Guerre mondiale. Les recrues devaient avoir un tour de poitrine supérieur à 87 centimètres et une taille minimale de 168 centimètres. Elles devaient avoir entre 19  et   38 ans, bien que quelques hommes plus vieux jusqu'à 70 ans et beaucoup de jeunes aient réussi à se faire mobiliser. Bon nombre de ces sévères restrictions ont été levées plus tard dans la suite de la guerre lorsque l'obligation de recruter de nouveaux hommes est arrivée. Sur les 32 000 premiers soldats de l'AIF, 7 000 seulement survivront à la fin de la guerre.
L'AIF a continué de croître tout au long de la guerre jusqu'à finir par former cinq divisions d'infanterie en Australie et une en Nouvelle-Zélande, deux divisions de cavalerie et d'autres éléments d'autres unités.
| Divisions                                                            | Autres unités                                                      |
| -------------------------------------------------------------------- | ------------------------------------------------------------------ |
| New Zealand and Australian Division début de la guerre- février 1916 | Australian and New Zealand Army Corps décembre 1914 - février 1916 |
| 1re Division australienne août 1914 - fin de la guerre               | I Anzac Corps février 1916 - octobre 1917                          |
| 2e Division australienne juillet 1915 - mars 1919                    | II Anzac Corps février 1916 - octobre 1917                         |
| 3e Division australienne mars 1916 - fin de la guerre                | Desert Mounted Corps août 1917 - fin de la guerre                  |
| 4e Division australienne août 1916 - fin de la guerre                | Australian Corps novembre 1917 -fin de la guerre                   |
| 5e Division australienne février 1916 - fin de la guerre             |                                                                    |
| Anzac Mounted Division mars 1916 - fin de la guerre                  | Unités d'artillerie australiennes                                  |
| Australian Mounted Division février 1917 - fin de la guerre          | Unités médicales australiennes                                     |

(Note : La 6e Division australienne avait commencé à être formée en février 1917, lorsque, après les morts de la première bataille de Bullecourt et de la Bataille de Messines elle fut démantelée pour reformer les unités décimées.)

## La bataille des Dardanelles

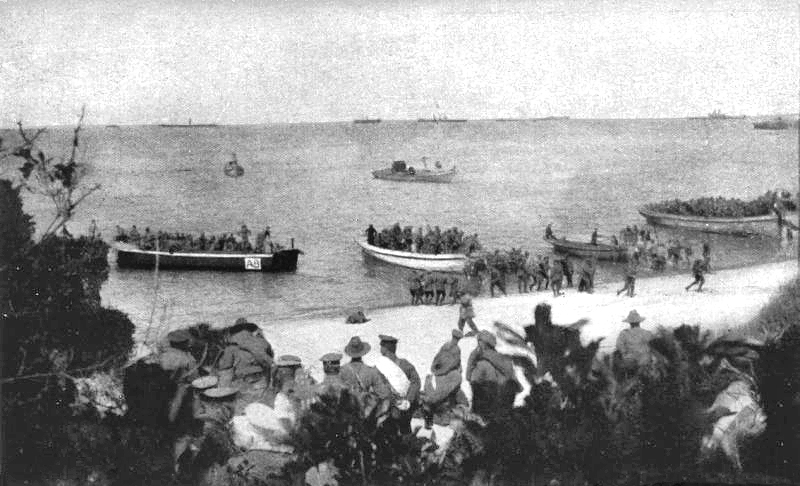
Le 4e bataillon débarquant sur la plage de Gallipoli

L'AIF a quitté en un seul groupe Albany, en Australie-Occidentale le 1er novembre 1914. L'AIF a été envoyée au départ en Égypte sous contrôle britannique pour y être formée avant d'être envoyée en France. L'infanterie qui formait l'Australian and New Zealand Army Corps (ANZAC) comprenait la 1re division australienne et la division néo-zélandaise et australienne. Plus tard, en novembre, le premier lord de l'Amirauté, Winston Churchill présenta ses premiers plans pour une attaque navale sur le détroit des Dardanelles. Le plan pour une attaque et une invasion de la péninsule de Gallipoli fut finalement approuvé par le gouvernement britannique en janvier 1915. Il fut décidé que les troupes australiennes et néo-zélandaises prendraient part à l'opération. L'objectif de l'invasion était d'ouvrir un autre front contre les puissances centrales et d'ouvrir le détroit du Bosphore, à l'entrée de la mer Noire, à la navigation russe.
Le plan d'invasion du 25 avril 1915 prévoyait que la 29e division devait débarquer au cap Helles à l'extrémité de la péninsule et progresser vers les forts de Kilitbahir. Les forces de l'ANZAC devaient débarquer au nord de Gaba Tepe sur le littoral égéen, d'où elles pourraient progresser à travers la péninsule et couper la route de Kilitbahir pour empêcher toute retraite ou arrivée de renfort.
La 3e brigade de la 1re division australienne, commença à débarquer peu avant l'aube, à 4h 30 le 25 avril 1915. La zone de débarquement prévue était une large bande côtière à environ un mille au nord de Gaba Tepe. Pour des raisons qui sont débattues à ce jour, le débarquement eut lieu environ un mille et demi plus au nord que prévu dans une crique entre Ari Burnu au nord et Hell Spit au sud. La crique est aujourd'hui connue sous le nom de Anzac Cove (crique de l'ANZAC).
Les troupes firent face à un enchevêtrement de ravins et d'éperons rocheux qui descendaient des hauteurs de la chaîne Sari Bayır vers la mer. Le débarquement se heurta seulement à une légère opposition d'unités turques dispersées jusqu'à ce que Mustafa Kemal, commandant la 19e Division perçoive la menace posée par les débarquements, ramène à la hâte des renforts dans la région pour contrôler les sommets montagneux de la région.
Les combats pour le contrôle des hauteurs se déroulèrent sur la principale ligne de crête où les soldats de l'ANZAC et les Turcs s'affrontèrent près d'une butte appelée Baby 700. La butte a changé de mains à plusieurs reprises le premier jour avant que les Turcs, qui possédaient l'avantage de la hauteur en occupant Battleship Hill, en prennent finalement possession de façon définitive. Une fois l'avancée des troupes de l'Anzac arrêtée, les Turcs contre-attaquèrent en essayant de repousser les envahisseurs à la mer mais ne réussirent pas à les déloger des points qu'ils avaient conquis. Une vaste zone de tranchées fut rapidement créée et une guerre de position sanglante s'ensuivit jusqu'au mois d'août.
Après 8 mois de combats sanglants, il fut décidé d'évacuer toutes les forces de Gallipoli. Les forces de l'Anzac devaient être évacuées fin décembre, les dernières troupes devant quitter Suvla le 20 décembre 1915 avant l'aube. Les effectifs furent progressivement réduits à partir du 7 décembre et des tas de ruses furent développées afin de tromper les Turcs et les empêcher de découvrir que les Alliés étaient sur le départ. Pour l'une d'elles, les troupes australiennes durent maintenir un silence absolu pendant plus d'une heure jusqu'à ce que les Turcs trop curieux s'aventurent pour inspecter les tranchées, et à ce moment-là, les troupes ouvrirent le feu. Comme les rangs avaient été éclaircis dans les tranchées, on utilisa des fusils où la détente était bloquée par des casseroles percées remplies d'eau. L'ironie de cette opération fut que l'évacuation a été le plus grand succès des forces alliées de la campagne.
Liste des batailles auxquelles les Australiens ont pris part au cours de la campagne de Gallipoli :
- Anzac Cove
- Deuxième bataille de Krithia
- Bataille de Sari Bair
- Bataille de Lone Pine
- Bataille de la Nek
- Bataille de la colline 60 (Gallipoli)

L'Australie et la Nouvelle-Zélande commémorent l'Anzac Day par un jour férié le 25 avril chaque année pour honorer la bravoure et le sacrifice des membres de leurs troupes et de tous ceux qui ont servi le pays. Au cours de la bataille de Gallipoli, il y eut 28 150 victimes australiennes avec 8 709 morts et 19 441 blessés. Après que les troupes australiennes furent revenues en Égypte, l'AIF connu une expansion majeure. En 1916, les divisions d'infanterie commencèrent à se déplacer vers la France alors que les unités de cavalerie restaient dans la région pour lutter contre les troupes turques.

## Égypte et Palestine

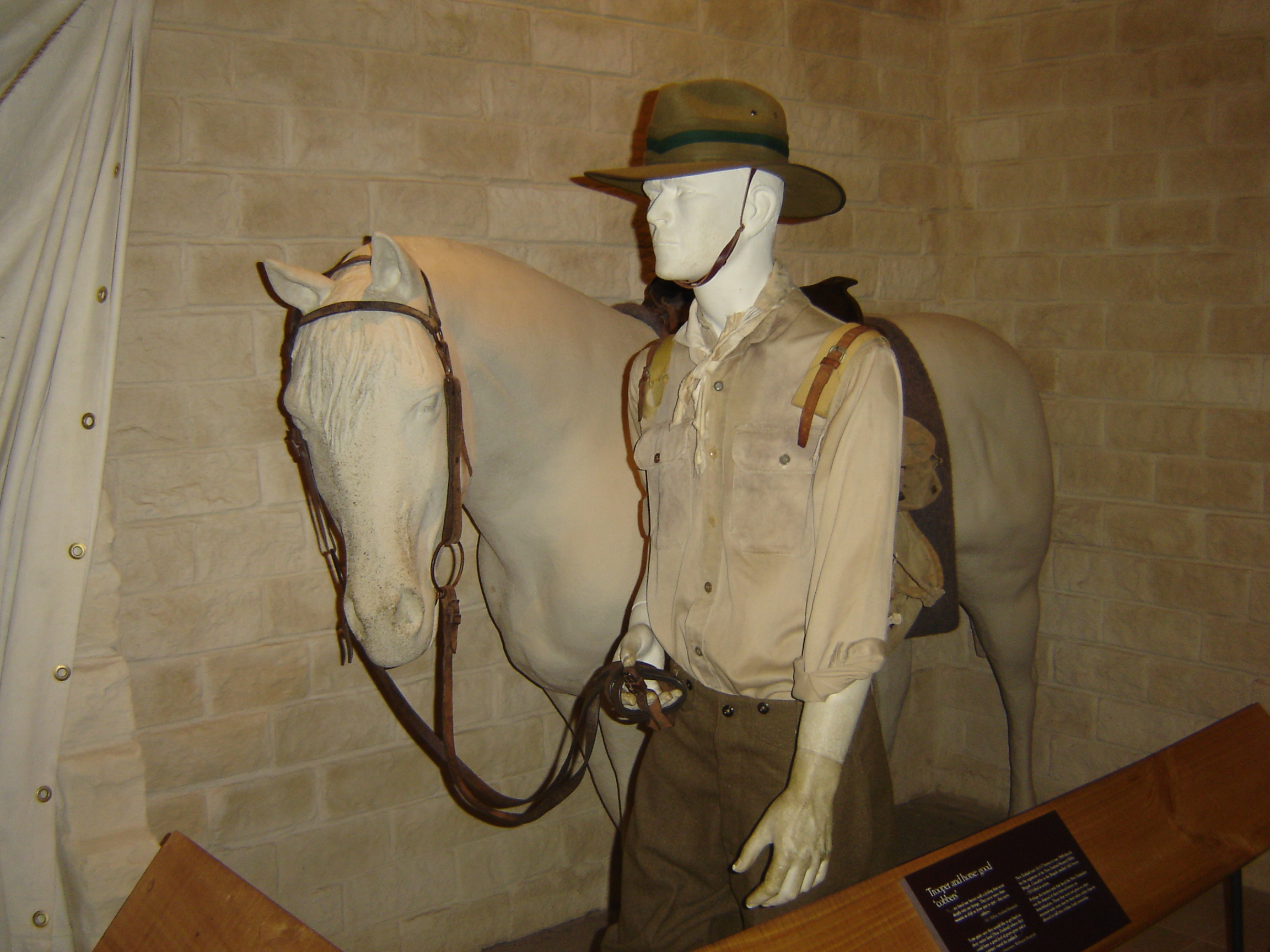
Un modèle de type ANZAC soldat et son cheval au cours de la campagne de Palestine.

Les troupes australiennes des divisions de cavalerie de l'Anzac et de l'Australie ont pris part à toutes les grandes batailles de la campagne d'Égypte et de Palestine, dont la première fut la bataille de Romani.

### Bataille de Romani (1916)
Cette bataille eut lieu près de la ville égyptienne de Romani à 40 km à l'est du canal de Suez entre les 3 et 5 août 1916. L'objectif de l'armée turque était de contrôler ou de détruire le canal de Suez, privant ainsi les Alliés de l'usage de la voie navigable et, ce faisant, aidant les puissances centrales. La Division de cavalerie de l'Anzac, commandée par le général Henry George Chauvel joua un rôle important au cours de la bataille. Les Turcs poussèrent d'abord la 1re Brigade de la division de cavalerie australienne à se retirer sur Wellington Ridge, puis le lendemain à l'aube, à se retirer de cette position de repli. Ils furent finalement repoussés par l'artillerie lourde de la 52e division britannique et d'autres unités de la division de cavalerie de l'Anzac. Le coût de bataille pour les alliés fut de 1 130 victimes -dont 202 morts- parmi lesquelles 935 étaient australiennes ou néo-zélandaises.

### Bataille de Magdhaba (1916)
La bataille de Magdhaba a eu lieu près du minuscule avant-poste égyptien de Magdhaba dans le désert du Sinaï, à quelque 22 km d'El Arish, sur la côte méditerranéenne en décembre 1916. La cavalerie australienne avança jusqu'à El Arish le 21 décembre, mais elle trouva le poste abandonné par les Turcs qui s'étaient retirés le long de la côte sur Rafa et vers l'intérieur sur l'oued El Arish à Magdhaba; la division de cavalerie de l'Anzac, commandée par le général Chauvel, se dirigea sur Magdhaba dans la nuit du 22 décembre. L'assaut sur Magdhaba fut lancé par les 1re et 3e brigades de cavalerie australienne, la brigade de cavalerie de Nouvelle-Zélande et le corps Impérial de Chamellerie (Imperial Camel Corps) soutenus par trois batteries de l'artillerie à cheval. La ville fut prise à 16 h 30, il y eut 22 morts et 121 blessés.

### Bataille de Rafa (1917)
À la suite de la victoire de Romani le 4 août, les forces britanniques passèrent à l'offensive dans le Sinaï. Toutefois, le rythme de leur avance était régi par la vitesse à laquelle la ligne de chemin de fer et la conduite d'eau pouvaient être construites à partir du canal de Suez. Dans la soirée du 8 janvier 1917, la division de cavalerie de l'Anzac commandée par le général de Chauvel partit d'El Arish vers Rafa où une forte garnison turque de 2 000 hommes était basée. Les forces d'attaque étaient composées de la 1re et 3e brigades de cavalerie australienne, de la brigade montée de Nouvelle-Zélande, de la 5e brigade britannique et de trois bataillons de la brigade de l'Imperial Camel Corps. Les troupes alliées prirent la ville à la tombée de la nuit. Elles eurent 71 tués et 415 blessés.

### Batailles de Gaza (1917)
La première bataille de Gaza a eu lieu dans le sud de la bande de Gaza le 26 mars 1917. Aux environs de midi, deux brigades de cavalerie de la Division Anzac attaquèrent la bande de Gaza par le nord et l'est. À 6 heures, la position turque était devenue très fragile avec des troupes alliées encerclant la bande. Toutefois, par une décision qui consterna beaucoup de soldats britanniques, les commandants alliés décidèrent de se retirer, laissant la victoire aux Turcs. Une deuxième tentative fut faite pour s'emparer de la bande de Gaza, le 19 avril, date à laquelle les défenses turques étaient encore plus formidables et la mission des forces britanniques encore plus difficile. Cette bataille est maintenant connue sous le nom de Deuxième Bataille de la bande de Gaza. La division de cavalerie de l'Anzac ne joua qu'un rôle mineur dans cette bataille n'ayant seulement que 105 victimes sur les 5 917 victimes alliées. La deuxième bataille de la bande de Gaza fut une défaite désastreuse pour les forces alliées.
Une troisième attaque fut lancée sur la bande de Gaza entre le 31 octobre et 7 novembre 1917. Des unités de cavalerie australienne et néo-zélandaise prirent part à la bataille. La bataille fut un succès complet pour les Alliés. La ligne Beersheba-Gaza fut complètement dépassée et 12 000 soldats turcs furent capturés ou se rendirent. Le moment critique de la bataille fut la prise de la ville de Beersheba, le premier jour, par la cavalerie australienne. La 4e brigade, sous les ordres du général de brigade William Grant, s'enfonça de plus de sept kilomètres dans les lignes turques, les bousculant et s'empara des points d'eau de Beersheba. Dans la prise de la ville, la 4e brigade fit prisonnier 38 officiers et 700 soldats et s'empara de quatre canons. Dans les deux régiments, seulement 31 hommes furent tués (dont deux officiers) et 36 hommes blessés (dont huit officiers).

### Conquête de la Palestine
Plus tard dans le conflit, les troupes australiennes aidèrent à repousser les forces turques de Palestine, en prenant part à la bataille de Mughar Ridge (en), à la bataille de Jérusalem et à la bataille de Megiddo. Le gouvernement turc signa un armistice le 28 octobre 1918 et capitula deux jours plus tard. L'Australie avait joué un rôle central dans la campagne du Sinaï et de Palestine, une campagne dont la grande majorité des hommes présents étaient australiens ou néo-zélandais.

## Le front de l'ouest
Les divisions de la Première Force Impériale australienne commencèrent à être transférées d'Égypte en France en mars 1916. La première division à arriver fut la 2e suivie de peu de la 1re. Les 4e et 5e divisions quittèrent l'Égypte pour la France en juin 1916. La 3e division fut formée en Australie au cours du mois de mars 1916 et elle fut transférée en Angleterre pour entraînement en juillet 1916. En décembre 1916, elle s'installa en France, devenant la dernière division australienne à le faire. Dans un premier temps, les forces australiennes furent regroupées dans les corps de l'Anzac I et de l'Anzac II ; le 1er novembre 1917, les divisions australiennes des deux corps de l'ANZAC furent transférées dans le corps australien.

### Bataille de la Somme (1916)

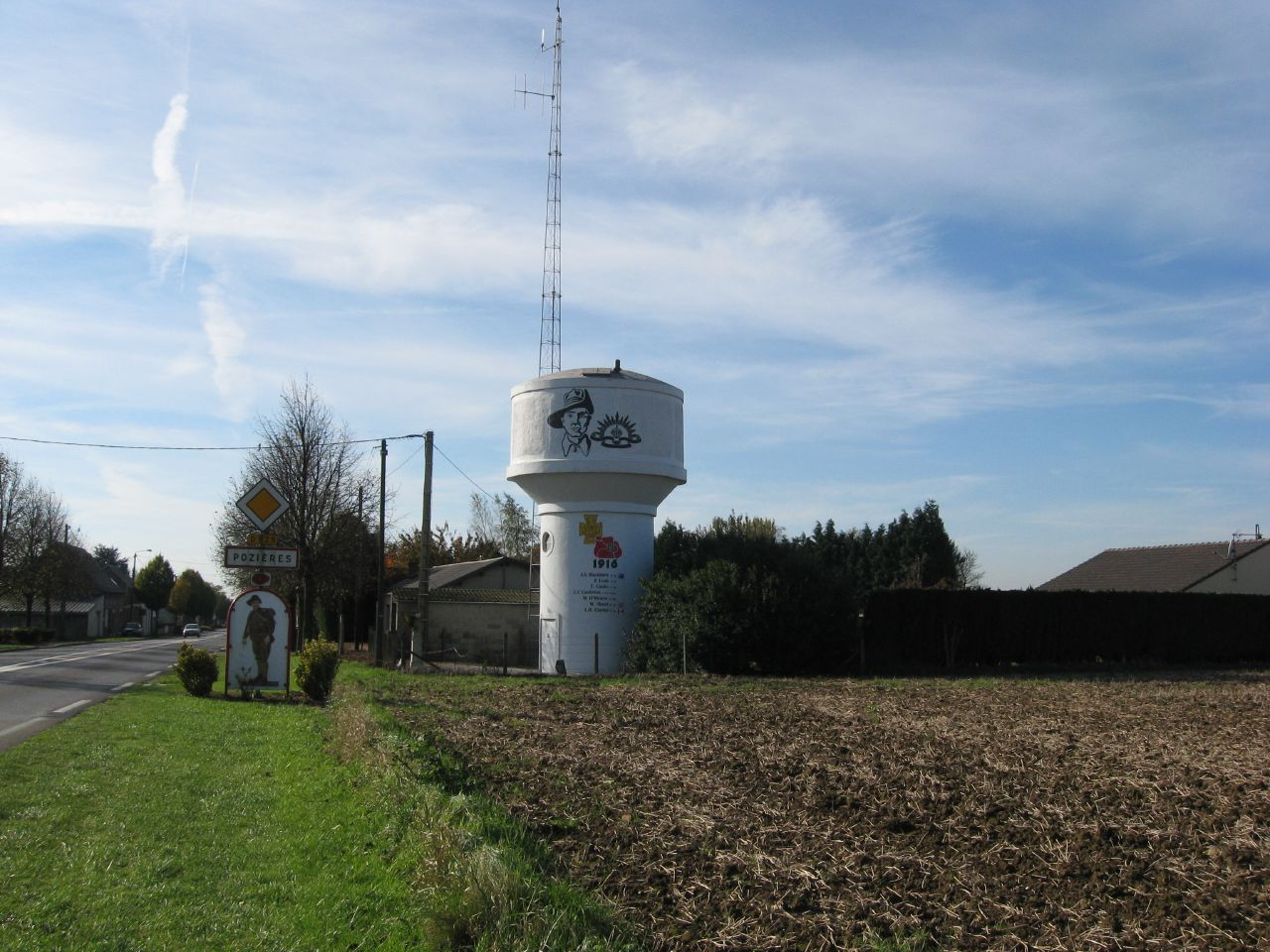
Le village de Pozières rend hommage à l'armée australienne.

Quatre divisions de l'Australian Imperial Force, les 1re, 2e, 4e et 5e, eurent leur baptême du feu au cours de la bataille de la Somme. La 5e l'eut au cours de la bataille de Fromelles, où elle fut placée sur le flanc gauche des assaillants. Au cours de la bataille de Fromelles la 5e division perdit 5 533 tués ou blessés ce qui la rendit indisponible pour de nombreux mois par la suite. La 1re division monta en ligne le 23 juillet 1916, pour prendre part à la prise du village de Pozières au prix de lourdes pertes avec 5 285 tués ou blessés. La 2e division arriva sur le secteur le 27 juillet et le général Gough, avide d'avancer, décida d'une attaque immédiate. Le 5 août, les brigades de la 2e division, épuisées, durent être relevées par la 4e division.
Après l'attaque sur Pozières, les Australiens furent appelés pour attaquer la ferme du Mouquet attaque dont la tâche incomba à la 4e division, qui avait déjà perdu 1 000 soldats pour résister à la contre-attaque allemande, mais les deux 1re et 2e divisions remontèrent au combat, une fois de plus suivies par la 4e division. La 2e division eut 6 848 victimes et la 4e, 4 649. Comme cette bataille traînait, le Corps canadien prit la relève des Australiens. Au cours de la bataille de la Somme, les quatre divisions australiennes eurent au total 23 000 victimes. En octobre la 5e division remonta au front et rejoignit les 1re, 2e et 4e divisions sur la Somme, près de Flers.

### Bataille de Bullecourt (1917)
En mars 1917 battant deux colonnes volantes des 2e et 5e divisions poursuivirent l'armée allemande qui se retiraient sur la ligne Hindenburg et reprirent la ville de Bapaume. Le 11 avril 1917, la 4e division attaqua la ligne Hindenburg lors de la première bataille de Bullecourt. La bataille fut un désastre pour l'armée australienne avec 1 170 prisonniers faits par l'armée allemande. En avril, les 1re et 2e divisions furent victimes d'une grande contre-attaque allemande près de la ville de Lagnicourt, mais l'attaque fut repoussée. Le 3 mai 1917, la 2e division participa à la deuxième bataille de Bullecourt, réussissant une percée. Plus tard, en mai, la 2e division fut relevée par la 1re qui fut relevée par le 5e.

### Bataille de Passchendaele (1917)
Les Australiens combattirent également en Belgique à la bataille de Passchendaele ou 3e bataille d’Ypres du 22 juillet au 6 novembre 1917. Lors de la deuxième phase de la bataille, la 2e division australienne prit part à la bataille de la route de Menin avec la 1re Division australienne et la 9e Division écossaise. Le 22 septembre, la 4e Division  australienne relevait la 2e. Du 29 septembre au 1er octobre 1917, la 2e Division australienne prit part à la bataille de Broodseinde. Le 4 octobre lors d’une attaque allemande qui fut repoussée, la 2e Division atteignit tous ses objectifs au prix de 2 174 victimes. À la bataille de Poelcappelle qui débuta le 9 octobre sur un sol boueux, la 2e Division ne put gagner du terrain mais tint ses positions jusqu’au 27 octobre 1917 où elle fut relevée.

### Bataille du Kaiser et bataille d'Amiens (1918)
Les Allemands déclenchèrent une grande offensive le 21 mars 1918 qu'ils appelèrent la bataille du Kaiser. Cette offensive se composait de plusieurs opérations dont l'opération Michaël sur une ligne Cambrai-Saint-Quentin qui enfonça le front britannique. Les troupes australiennes donnèrent un coup d'arrêt à l'avancée allemande le 24 avril 1918 à Villers-Bretonneux. La 13e brigade de la 4e division et à la 15e brigade de la 5e division australiennes, commandées respectivement par le brigadier général William Glasgow et le brigadier général Harold Elliott réussirent à reprendre la position aux Allemands au cours de furieux combats, les 24, 25 et 26 avril 1918.
Le 4 juillet 1918, le Lieutenant-général John Monash lors de la Bataille du Hamel usa de nouvelles tactiques : ravitaillement aérien en troupes (sauts en parachute) et coopération accrue entre les unités d'infanterie et les unités blindées. Les chars furent également utilisés comme feu roulant, le barrage d'artillerie se déplaçant lentement devant l'avancée des troupes permettant de prendre les tranchées allemandes. Les chars servirent également au ravitaillement en nourriture, munitions et médicaments aux troupes.
Du 8 au 12 août, l'armée australienne participa à la bataille d'Amiens qui fit reculer les Allemands d'une douzaine de km à l'est. Ce fut ensuite la seconde bataille de la Somme qui débuta.
La 2e division australienne s'illustra lors de la bataille du mont Saint-Quentin du 31 août 1918, lors de la Seconde bataille de la Somme, qui libéra Péronne. Elle combattit encore lors de la bataille de la ligne Hindenburg ou bataille du canal de Saint-Quentin.

## L'Australian Flying Corps
L'Australian Flying Corps, l'ébauche de l'armée de l'air australienne, a été créé en mars 1914 et a connu sa première utilisation en Nouvelle-Guinée allemande, mais ce déploiement fut vite inutile, les colonies s'étant rendues rapidement, avant même que les avions soient opérationnels. Le premier vol opérationnel n'a eu lieu que le 27 mai 1915, lorsque l'aviation australienne fut invitée à aider l'armée indienne dans la protection des intérêts pétroliers britanniques dans ce qui est aujourd'hui l'Irak. L'aviation australienne se déploiera plus tard en Égypte, en Palestine et sur le front occidental pendant le reste de la Première Guerre mondiale. À la fin de la guerre, quatre escadrilles étaient en service actif.

### LeMesopotamian Half Flight
Le Mesopotamian Half Flight a été le premier groupe d'avions de l'armée de l'air australienne, l'Australian Flying Corps (AFC) à avoir connu le temps de guerre. Le 8 février 1915, le gouvernement australien reçut une demande d'assistance de son aviation venant du vice-roi de l'Inde. L'AFC n'en était encore qu'à ses débuts et ne put fournir suffisamment d'équipages et de personnel au sol que pour la moitié d'un escadron: l'unité est donc devenue la Mesopotamian Half Flight ou Australian Half Flight et le capitaine Henry Petre en a été le premier commandant. L'AFC s'embarqua pour Bombay et, le 20 avril 1915, il repartit pour Bassorah. Petre, le dernier pilote australien à avoir servi en Mésopotamie, quitta la région le 7 décembre 1915 et vola par étapes courtes jusqu'en Égypte, où il fut finalement incorporé dans le 1er escadron de l'AFC.

### L'AFC sur le front occidental
L'Australie put déployer quatre escadrilles volants sur le front occidental pendant la Première Guerre mondiale tout en disposant de quatre autres escadrilles de formation.

## Opérations de la marine royale australienne
Au début de la guerre, la Marine royale australienne (en anglais : Royal Australian Navy, ou RAN) disposait du croiseur de bataille Australie, des croiseurs légers Sydney, Melbourne et Brisbane (en construction), des destroyers Parramatta, Yarra et Warrego, et des sous-marins AE1 et AE2. Avec trois autres destroyers en construction, la marine au début de la guerre avait une force de frappe remarquable.
Sa première opération fut l'appui à la force expéditionnaire terrestre et maritime australienne pour l'occupation de la Nouvelle-Guinée allemande. La partie navale de la force comprenait les navires Australie, Melbourne, Sydney, Kanowna, Warrego, Encounter et le sous-marin AE1. La seule perte au cours de la campagne de Nouvelle-Guinée fut celle de l'AE1 le 14 septembre 1914. La première victoire de guerre de la RAN se produisit lorsque le croiseur Sydney coula le croiseur léger allemand, l'Emden, au large des îles Cocos dans l'océan Indien. Les navires australiens ont permis de fournir une couverture navale lors de l'ambitieux débarquement à Gallipoli et le sous-marin AE2 brisa le blocus des Dardanelles en harcelant la marine turque avant d'être détruit. Plus tard dans la guerre, la marine australienne a aidé la Royal Navy dans le blocus de la flotte allemande de haute mer.

## Bilan humain
Au cours de la Première Guerre mondiale, plus de 421 809 Australiens ont servi dans l'armée sur une population totale de 4,5 millions d'habitants ; 331 781 ayant servi à l'étranger. Les Australiens ont subi le plus haut pourcentage de victimes par combattant de toute l'armée de l'Empire britannique, 65 %. Le coût financier de la guerre pour le gouvernement australien a été de 188 480 000 £. Le tableau suivant indique le nombre de victimes australiennes pour cause de guerre.
| Tués au combat | Morts de blessures ou de maladie | Prisonniers de guerre décédés | Total morts | Blessés au combat | Gazés  | Total blessés/gazés | Prisonniers de guerre |
| -------------- | -------------------------------- | ----------------------------- | ----------- | ----------------- | ------ | ------------------- | --------------------- |
| 53 993         | 7 727                            | 109                           | 61 829      | 137 013           | 16 496 | 153 509             | 3 647                 |

## Lieux de mémoire

### Belgique
- Comines-Warneton : Cimetière militaire australien de Toronto avenue à Ploegsteert
- Ypres : Porte de Menin
- Zonnebeke :
  - mémorial à la 5e Division australienne du Bois du Polygone
  - Cimetière militaire britannique de Tyne Cot
  - Musée Passchendaele 1917

### France

#### Aisne
- Monument à la 4e Division australienne de Bellenglise

#### Nord
- Fromelles :
  - Parc mémorial australien
  - V.C. Corner Australian Cemetery
  - Musée de la Bataille de Fromelles
  - Pheasant Wood military cemetery

#### Pas-de-Calais
- Bullecourt :
  - Parc mémorial australien et Monument du Digger
  - Bullecourt 1917 - Musée Jean et Denise Letaille

#### Somme
- Fouilloy : Mémorial national australien de Villers-Bretonneux
- Le Hamel : Mémorial australien
- Naours : Centre d'interprétation des soldats voyageurs[4].
- Péronne : Monument aux morts australien du mont Saint-Quentin (2e division australienne)
- Pozières :
  - Monument à la 1re Division australienne
  - Site du Moulin à vent de Pozières, stèle à la 2e division australienne
  - Stèle commémorative de la Ferme du Mouquet
  - Cimetière militaire britannique des Colonnes
- Sailly-le-Sec : Monument à la 3e Division australienne
- Villers-Bretonneux : Musée franco-australien

### Turquie
- Péninsule de Gallipoli

## Référendums sur la conscription

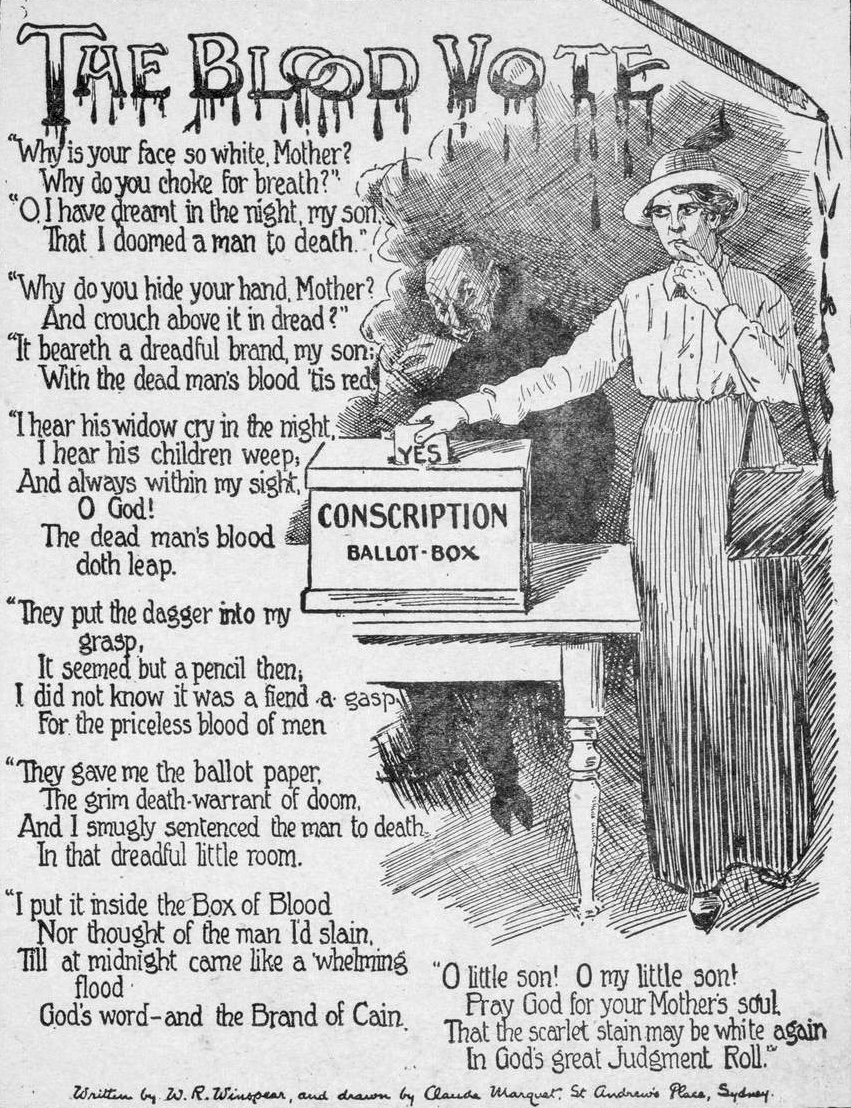
The Blood Vote, prospectus opposé à l'extension de la conscription publié dans la presse syndicale et catholique lors du Plébiscite australien de 1917

De 1903 à 1914, des dispositions législatives sont prises en Australie concernant les obligations militaires des hommes à partir de 12 ans. L'opposition à ces mesures entraîne des dizaines de milliers de poursuites contre les réfractaires ou leurs parents. Harry Holland refuse d’inscrire son fils à la formation militaire obligatoire. Pour éviter de payer une amende, il émigre en Nouvelle-Zélande. Il y est emprisonné pour ses propos anti-bellicistes. Il dirigera le Parti travailliste de Nouvelle-Zélande.
Pendant la Première Guerre mondiale, deux référendums nationaux pour l'extension de la conscription en Europe obtiennent des réponses négatives. Les socialistes, la plupart des syndicats, des mouvements féministes et l'archevêque catholique de Melbourne Daniel Mannix (en) appellent à voter « non »,. D'énormes manifestations ont lieu, l'une d'elles rassemble 60 000 personnes à l'appel du United Women's No-Conscription Committee. Des opposants sont emprisonnés.

### Documentaire radiophonique
- « Au bout du bush : Fromelles… et les tranchées »(Archive.org • Wikiwix • Archive.is • Google • Que faire ?), de Jean-Louis Rioual, réalisation : Renaud Dalmar. Un documentaire diffusé le 9 novembre 2010 dans l'émission La Fabrique de l'histoire sur France Culture (50 min).